# Alocoderus teyrovskyi
Alocoderus teyrovskyi är en skalbaggsart som beskrevs av Vladimir Balthasar 1935. Alocoderus teyrovskyi ingår i släktet Alocoderus och familjen Aphodiidae. Inga underarter finns listade i Catalogue of Life.